# 新港镇 (九江市)
新港镇，是中华人民共和国江西省九江市濂溪区下辖的一个乡镇级行政单位。

## 行政区划
新港镇下辖以下地区：
新港集镇社区、八零六社区、九江橡胶厂社区、东升社区、新港村、杨家场村、洪垅埂村、江矶村、官洲村、竹林庵村、细山村、乌石山村、荷塘村、芳兰村、长岭口村和太平桥村。